# Герман Грее
Герман Грее (нім. Hermann Gröhe; нар. 25 лютого 1961, Юдем, Північний Рейн-Вестфалія) — німецький політик з Християнсько-демократичного союзу (ХДС). Міністр охорони здоров'я в третьому кабінеті Меркель з 17 грудня 2013.

## Біографія
Він закінчив юридичний факультет Кельнського університету і був науковим співробітником в університеті (1987–1993). Він також працював стажером адвоката в місцевому суді в Кельні (1991–1993). Ліцензований адвокат з 1997 року.
Ставши членом ХДС в 1977 році, він представляв партію в німецькому Бундестазі з 1994 року і представляв Нойс I виборчий округ з 1995. Колишній генеральний секретар ХДС (2009–2013), виступав керівником виборчої кампанії на федеральних виборах 2013 року.
Одружений, має чотирьох дітей і є протестантом.